# Reuscel

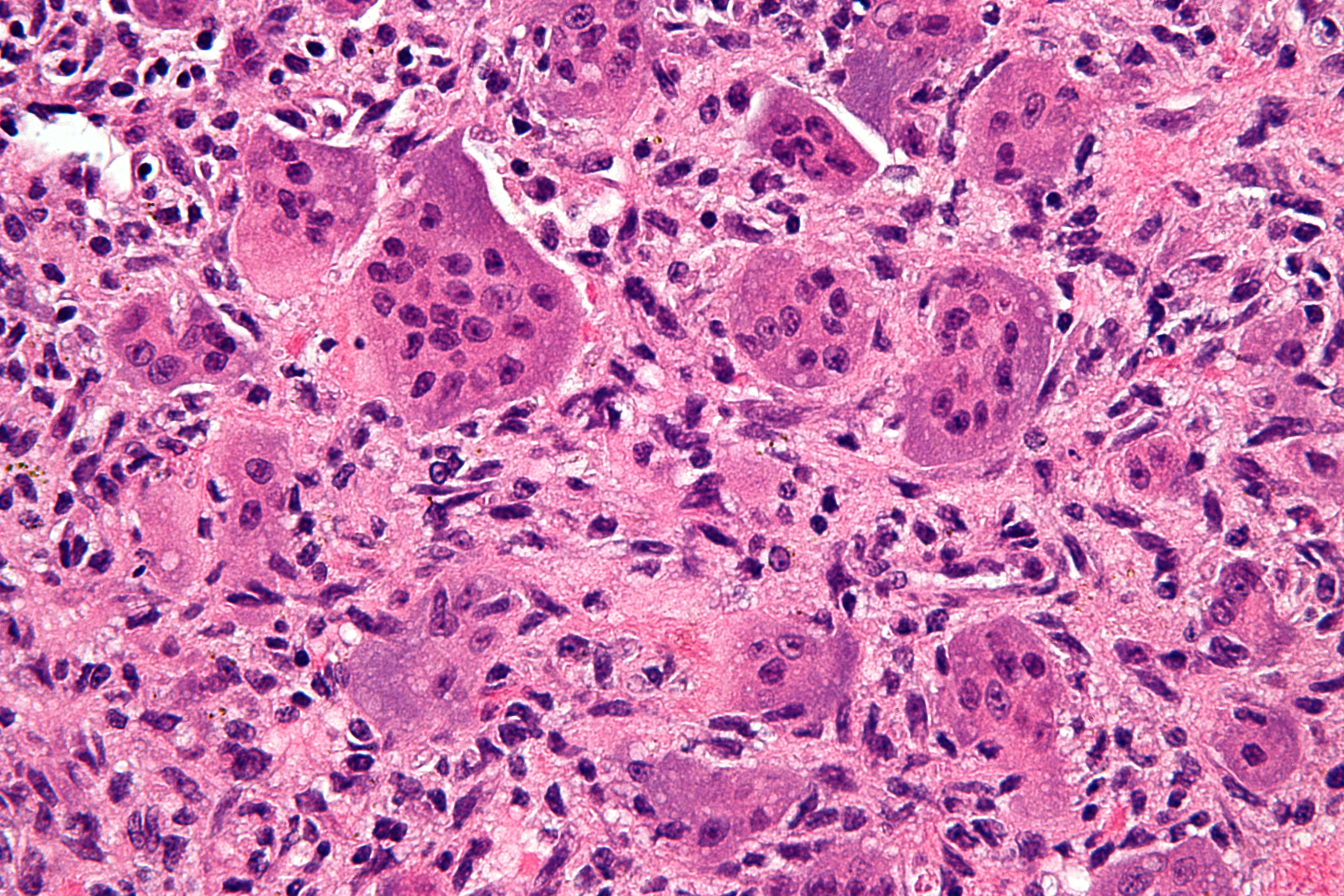
Reuscellen bij een bottumor

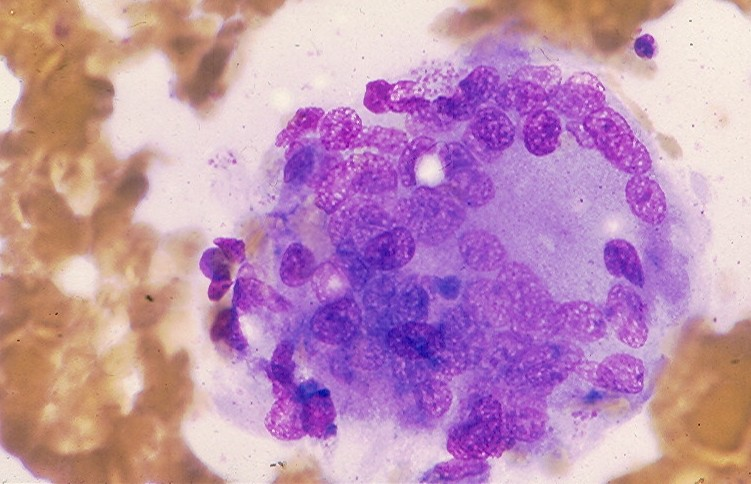
Reuscel bij subacute granulomateuze thyreoïditis

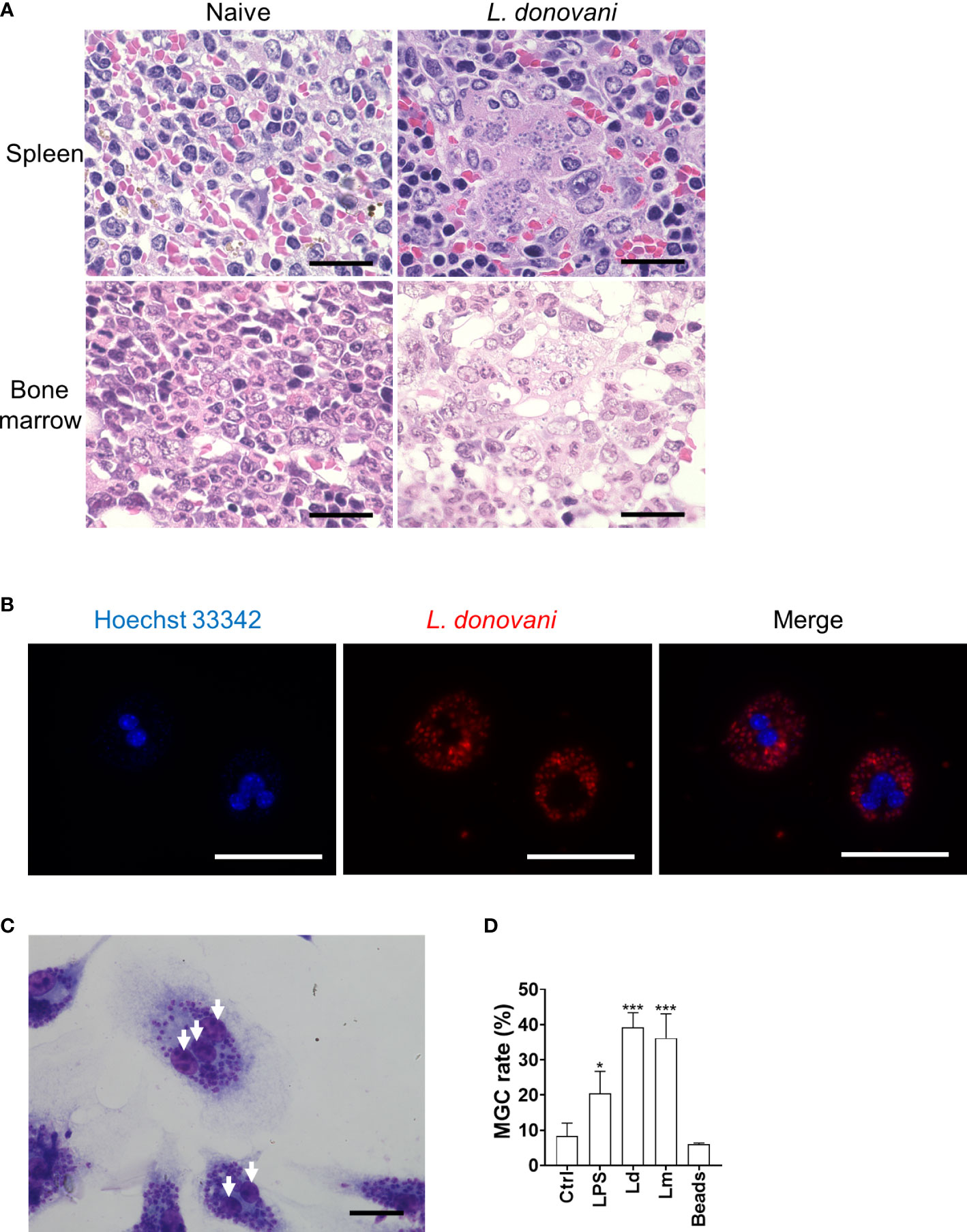
Rechtsboven reuscellen bij infectie met Leishmania donovani

Een reuscel is  een bijzonder grote cel, meestal met meerdere misvormde of gelobde celkernen. Reuscellen ontstaan door kerndelingen zonder opeenvolgende celdelingen of door secundaire fusie van meerdere cellen van hetzelfde type. Ze moeten onderscheiden worden van morfologische en functionele syncytia. Sommige bijzonder grote, maar eenkernige cellen worden ook reuscellen genoemd, bijvoorbeeld de motorische betzcellen. Een betzcel is een zeer grote piramidecel in de gyrus precentralis. Reuscellen ontstaan door fusie van keratinocyten kunnen worden opgespoord met de Tzanck-test.
Reuscellen worden zowel onder fysiologische als bij pathologische condities aangetroffen:
- fysiologisch voorkomende, bijvoorbeeld osteoclasten, chondroclasten, langhanscellen (de langhanscellen hebben 2-10 kernen). De langhanscel of langhansreuscel is een cel die is ontstaan uit het reticulo-endotheliale systeem (RES) of afkomstig is van een macrofaag, die deel uitmaakt van de lichaamseigen verdediging tegen infecties.
- veroorzaakt door celdelingsstoornissen, zoals lichaamsvreemde reuscellen (100 kernen), Touton-reuscellen[2]. Een lichaamsvreemde reuscel is een verzameling van gefuseerde macrofagen die ontstaan als reactie op de aanwezigheid van een groot lichaamsvreemd voorwerp.
- neoplastisch, bijvoorbeeld bij reuscelleukemie, gigantocellulair sarcoom en gigantocellulair carcinoom en reed-sternbergcellen bij de ziekte van Hodgkin en infectie met Leishmania donovani[3]. Ook bij SARS-CoV-2 komen meerkernige reuscellen voor in biopsiemonsters van patiënten met COVID-19.

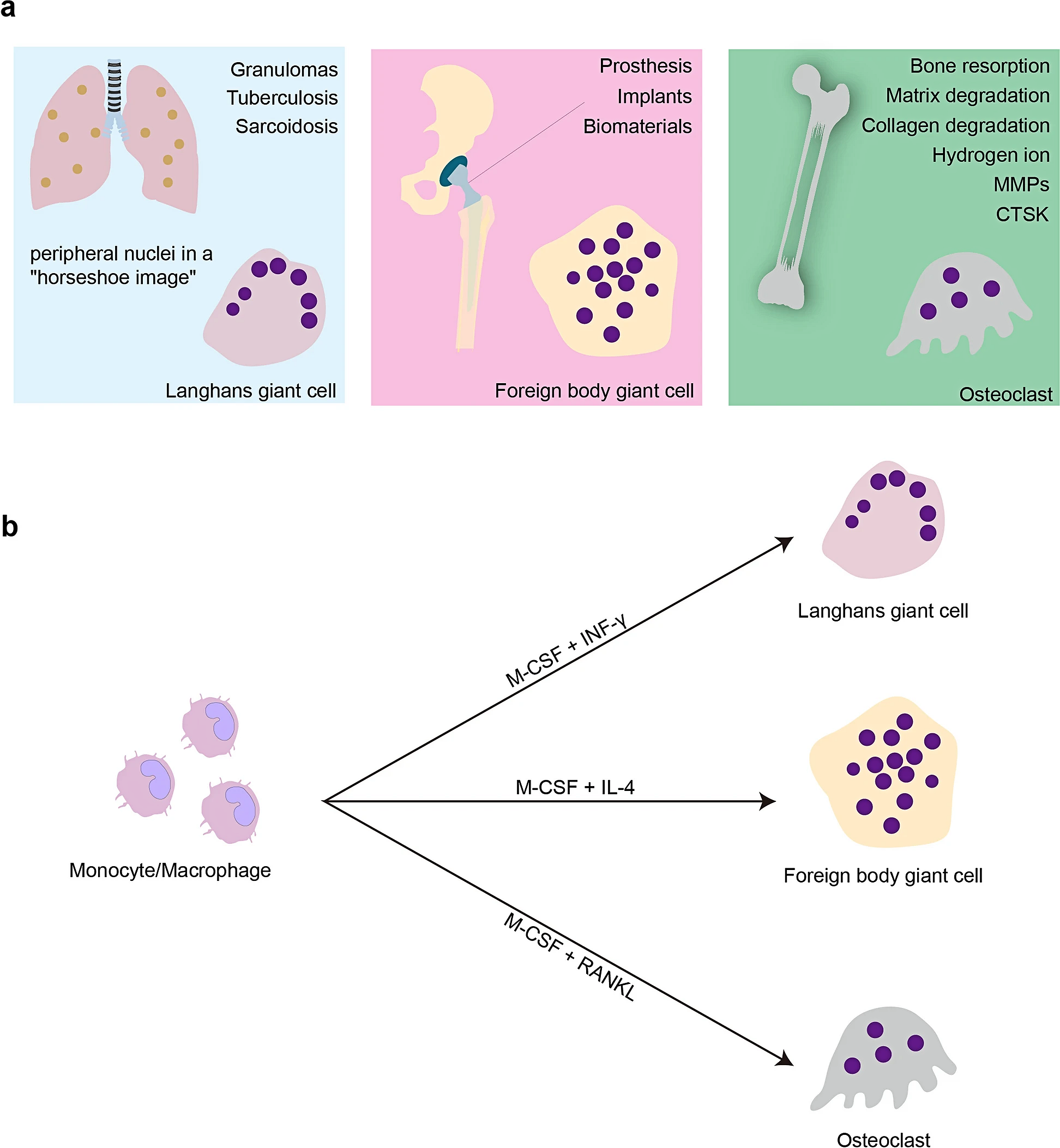
Differentiatie van macrofagen

## Differentiatie
Macrofagen en monocyten kunnen differentiëren in verschillende typen reuscellen wanneer ze worden gestimuleerd met specifieke cytokines.
- IFN-γ-stimulatie leidt tot de vorming van langhanscellen.
- IL-4-stimulatie resulteert in de differentiatie van macrofagen in lichaamsvreemde reuscellen.
- RANKL (Receptor Activator of NF-κB Ligand) induceert de vorming van osteoclasten, die betrokken zijn bij botresorptie